# Colonia Escandón
La colonia Escandón de la Ciudad de México se fundó a finales del siglo XIX sobre terrenos de cultivo pertenecientes a la Hacienda de la Condesa, esta originalmente perteneciente a la Condesa de Miravalle. Fue vendida en 1841 a Antonio Batres, albacea y esposo de la señora Batres, y luego vendida a Estanislao y Joaquín Flores. Los hermanos Flores vendieron la hacienda a la testamentaría del señor Manuel Escandón en 1869. Ya en manos de la familia Escandón, la hacienda fue fragmentada en los años 1880, 1890 y 1891 y puesta a la venta en lotes respectivamente, siendo propiedad de la familia Escandón, quienes fraccionaron los terrenos ubicados al sur de esta.
La colonia se divide en dos: Escandón I y Escandón II, debido a su gran extensión. La primera sección se ubica desde la Avenida Patriotismo y colinda con la colonia Tacubaya; mientras que la Sección II se extiende desde el Viaducto Pte. Miguel Alemán y colinda con la colonia Condesa.
La colonia aún conserva gran parte de las construcciones que corresponden a la primera mitad del siglo XX, destacando estilos como: art déco, colonial californiano, y el neocolonial. Al norte, dada la cercanía al poblado de Tacubaya, se ubican algunos ejemplos de construcciones que corresponden a la arquitectura ecléctica. La mayor parte de los inmuebles construidos a mediados del siglo XX corresponden a edificios de departamentos.
Al igual que otras colonias fundadas en la primera mitad del siglo XX, la Colonia Escandón cuenta con varios servicios y comercios que atienden a la población local; ejemplo de ello son el parque Jardín Morelos y el mercado establecido frente a este. Así también, la colonia ha mostrado un desarrollo en actividades inmobiliarias debido a la cercanía con colonias de niveles socio-económicos altos y medios-altos, como la colonia Condesa, la colonia Roma, la colonia Nápoles y la colonia Del Valle. 

## Ubicación
La Colonia Escandón se encuentra en un terreno casi completamente plano, en el límite de las faldas de las Lomas de Tacubaya (a la que pertenecen los terrenos de las Lomas de Chapultepec) y la ribera del Lago de Chapultepec. Está delimitada por las siguientes avenidas y colonias: Al norte, por el Eje 4 Sur Benjamín Franklin, la Avenida Baja California y la colonia Condesa; al sur, por el Viaducto Miguel Alemán, las calles Río Becerra, 11 de Abril y la colonia San Pedro de los Pinos, junto con la colonia Nápoles; al este, por la Avenida Nuevo León y la colonia Roma, y al oeste por la Avenida Revolución y Tacubaya.
La extensión que comprende a esta colonia se encuentra dentro de la demarcación de la delegación Miguel Hidalgo de la Ciudad de México.
Además de la seguridad y opciones de hospedaje, la ubicación geográfica de la colonia Escandón la convierte en una excelente alternativa para turistas en la extensa y aglomerada Ciudad de México, ya sea que se visite la ciudad por placer o por negocios; sus vías de acceso conectan con una considerable cantidad de puntos turísticos y centros de negocios, que incluyen dos líneas de sistema de transporte metropolitano (o Metro), el Metrobús, Ecobici, así como varias líneas de camiones transporte colectivo, incluida la línea Bicentenario que corre a lo largo del circuito interior.
Su extraordinaria ubicación ha hecho que el costo de la vivienda se incremente día a día. Debido al sismo del 19 de septiembre de 2017 en México, la colonia está experimentando una fuerte demanda en los portales inmobiliarios, por su conveniente ubicación que le da acceso a una amplia variedad de servicios urbanos, y conexión rápida a distintos puntos en la ciudad.

## Nomenclatura
Dividida en dos por la avenida Patriotismo, del lado este las calles llevan los nombres de Comercio, Agricultura y Minería, así como de algunos movimientos sociales (como Sindicalismo y Agrarismo), y de oficios (Arquitectos, Ingenieros). En la parte oeste, los nombres de las calles corresponden a personajes importantes de México y de América Latina, como Salvador Alvarado y José Martí. Otras calles tienen nombres de fechas, como 11 de Abril, o 28 de Agosto, y todavía a finales del siglo pasado los vecinos de cada calle organizaban en la fecha correspondiente, la fiesta de la calle colocando banderines y compartiendo comida.

## Historia
Fundada a comienzos del siglo XX, los terrenos que formaron parte de una de las haciendas más conocidas y de mayor extensión en la zona poniente del Valle de México, la Hacienda de la Condesa, estaban orientados hacia la parte Sur del casco principal, colindante con la troje. Se sabe que el trazado y el fraccionamiento de los terrenos fueron obra de los hermanos Escandón Barrón, cuya familia mantuvo una intensa actividad en la creación de fraccionamientos y el área de bienes raíces en la Ciudad de México desde finales del Porfiriato.
Ubicada en las cercanías del entonces vecino poblado de Tacubaya, considerado sitio de veraneo de las clases acomodadas de la capital, la Colonia Escandón fue urbanizada de forma más acelerada en su parte poniente, en la que se levantaron algunas villas y quintas de carácter campestre. Se conservan hermosas residencias de finales del siglo XIX, de las que muchas han sido destruidas para dar lugar a departamentos de costos medios y altos. A la Colonia Escandón se le considera una de las de mayor abolengo mexicano. 
Consumada la Revolución mexicana y con el crecimiento de la ciudad de México, comienza también el desarrollo y población del resto de la colonia. En la década de 1930, entre las avenidas Insurgentes, Nuevo León y Benjamín Franklin y la calle Sindicalismo, nace el primer fraccionamiento de la Ciudad de México: «Insurgentes-Ejército Nacional», con casas en terrenos que van de los 140 m² (metros cuadrados) a los 380 m². Los nombres tanto del fraccionamiento como de sus calles se deben a que dicho fraccionamiento nació para que ahí tuvieran sus casas destacados pensadores y militares revolucionarios de alto rango, grandes empresarios y políticos, lo que hizo que esta pequeña zona naciera con una gran nobleza. De hecho, en la actualidad ahí viven parte de sus descendientes.  
En los años 1970, la unidad de las colonias derivada de la división en lotes de la Hacienda de la Condesa fue destruida por la construcción del Circuito Interior y, años más tarde, de los Ejes Viales. Esto provocó que magníficas residencias de Benjamín Franklin, Nuevo León y Patriotismo (de las que quedan poquísimas muestras) y otras fueran vilmente derribadas. Se han salvado residencias históricas (valuadas en millones de dólares), escondidas en la Colonia Escandón.
Las pesquisas inmobiliarias de estas casas de hermoso y sencillo estilo aumenta cada día, de tal forma que sus habitantes (tercera o cuarta generación) han tenido que unirse para evitar que las empresas constructoras las acaparen con la finalidad de derrumbarlas y construir departamentos de lujo que, por su ubicación, los hacen altamente cotizados. Debido a que aún es posible encontrar grandes departamentos a costos accesibles para clase media alta, extranjeros se han ido estableciendo en la Colonia Escandón. Es lamentable que uno de los palacetes de la cerrada de Sindicalismo haya sido derrumbado a pesar de las protestas y de la protección del INAH para construir ahí un lujoso edificio de departamentos. 
En la Colonia Escandón han vivido diversas personalidades de talla nacional. Al finalizar la guerra Cristera, el templo católico del Espíritu Santo fue el primero en echar al vuelo las campanas. Su construcción, de principios del siglo XX, y su decoración interior, de enorme riqueza, son patrimonio nacional.
Ha sido colonia de renombrados empresarios, artistas, creadores, publicistas, destacados abogados, arquitectos y académicos. En cien años, 1917-2017, en la Colonia Escandón se ha dado algo histórico: los descendientes de los primeros revolucionarios han emparentado con los descendientes de los primeros neoliberales. Todavía pervive, además, la zona de pequeños comercios que hacen de esta colonia un «pueblito» en medio de la gran Ciudad de México, aspecto que en la segunda década de este siglo XXI está cambiando dada la alta demanda y plusvalía de la zona, a la que ya llaman «la Nueva Condesa». Sus habitantes están protegiendo el nombre original de Escandón.

## Transporte
Las rutas de la Red de Transporte de Pasajeros, que pasan por la colonia, corresponden a las rutas de la llamada Zona Surponiente M-02, y son la Ruta 13-A y la Ruta 115-A.
Las estaciones del Metro más cercanas corresponden a la línea 9 del Metro de la Ciudad de México. Ambas se encuentran en la zona Norte de la colonia y son las estaciones Patriotismo y Chilpancingo, esta última se encuentra entre los límites de la Colonia Escandón con las colonias Condesa y Roma.
Las estaciones del Metrobús de la Ciudad de México se encuentran en la parte este de la colonia, en la Avenida de los Insurgentes, en la Línea 1; La Piedad y Nuevo León, también ubicadas al norte de la colonia, y corresponden a la denominada Línea 2, la cual corre a lo largo de la avenida Benjamín Franklin; estas estaciones son Nuevo León, Escandón y Patriotismo.
El 17 de febrero de 2010, se inauguró el sistema Ecobici en la Ciudad de México. Las cicloestaciones 77 (Choapan y Tamaulipas) y 83 (Nuevo León y Alfonso Reyes) son las más cercanas a la colonia, pero a finales del año 2017 ya se encuentran diversas estaciones de ecobici dentro de la colonia, así como otros sistemas de bicicleta compartida.
El 7 de noviembre de 2011, se anunció oficialmente el plan de ampliación del servicio Ecobici, con ampliación a la colonia Escandón.
Desde marzo de 2015, se pusieron a disposición del público nuevas cicloestaciones de cuarta generación de Ecobici. También se mejoraron las vialidades con reencarpetado y señalamientos para el uso de bicicletas. Hoy se pueden encontrar 12 estaciones en ambas secciones de la colonia: 7 en Escandón II y las otras 4 en Escandón I. Estas estaciones corresponden a los números 166, 167, 170 y 172 en Escandón I, y 168, 169, 171, 173, 175, 181 y 182 en Escandón II.

## Principales atractivos
Uno de los principales puntos de interés es la calle José Martí, en donde se halla el Teatro Sandoval, en el que se representan obras populares; asimismo, la iglesia, el mercado y la cantina El Fuerte de la Colonia (fue cerrada en el 2017), y pequeñas marisquerías y cervecerías. También sobre la calle José Martí y pasando la avenida Patriotismo, se encuentra la famosa cantina El León de Oro, una de las más representativas de la ciudad. 
Los martes se instala el mercado sobre ruedas en la calle José Martí, y para la celebración de la Parroquia del Espíritu Santo y Señor Mueve Corazones se instala una feria con comida y juegos mecánicos. La calle José Martí es el corredor de comercio y comida, por lo que allí pueden conseguirse antojitos, jugos, panaderías o restaurantes de comida mexicana de mayor elaboración.
Es frecuente que los domingos cierren la Avenida Nuevo León y los carriles laterales de la Avenida Patriotismo, para permitir los paseos en bicicleta hacia el Bosque de Chapultepec.
También se encuentra en la zona el Hotel Fiesta Inn, justo en la esquina de José Martí y Avenida Insurgentes, así como el Hospital Ángeles México, este sobre la calle Agrarismo.
Sobre la calle Sindicalismo, en la esquina con las avenidas Nuevo León y Baja California, se encuentra el Centro Deportivo Junior, que cuenta con amplias instalaciones: 14 canchas de tenis, una alberca semiolímpica, saunas, gimnasio, chapoteadero, jacuzzi y cancha de squash, entre otros.
Como parte de las remodelaciones en toda la colonia durante el periodo de Gabriela Cuevas Barrón, se inició la construcción del Faro del Saber Escandón, ubicado en el centro del Jardín Morelos. El edificio cuenta con los servicios siguientes:
- biblioteca;
- talleres culturales;
- talleres sociales.

El objetivo de la institución es acercar a los ciudadanos a la lectura y servicios culturales de calidad, con la creación del edificio con un estilo arquitectónico totalmente moderno. También se modernizó el Jardín Morelos; se renovaron las áreas verdes, los juegos infantiles; incluso se colocó una rampa para los jóvenes que practican skateboarding.
Además de las cervecerías, han llegado a instalarse marisquerías por toda la colonia, una de la más grandes se encuentra dentro del mercado, y la más pequeña, frente al Hospital Ángeles de México, en la calle Agrarismo.
Existe un pequeño local en la esquina de José Martí y Minería llamado «El Vitaminas», donde se sirven caldos de res con tortillas de maíz hechas a mano, de costo accesible.
También se encuentra en la zona el Instituto Mexicano de la Audición y el Lenguaje, sobre la calle Progreso.

### Pulquerías
En la zona se halla la pulquería «La Pirata», entre la calle 13 de Septiembre y la calle 11 de Abril, a una cuadra de Viaducto Piedad. Por su antigüedad, aún puede encontrarse, en su interior, el aserrín regado en el piso, el azulejo en las paredes, una rocola, los barriles de madera donde se almacena el pulque, que se sirve en tarros de vidrio, para quienes lo consumen allí mismo, o bien en envases de plástico, para quien lo compra para llevar. Se ofrecen curados de avena y de frutas de temporada. También son muy apreciadas las diferentes salsas que se ofrecen en un molcajete, en especial la salsa borracha, preparada también con pulque, que se disfruta como botana.

### Otros sitios de interés
Otro punto de interés es el Deportivo Valle Escandón, en donde se ofrecen actividades deportivas y recreativas a bajos costos, así como torneos de futbol rápido para todas las edades. Es un sitio de reunión para las familias que habitan en la colonia y sus alrededores.